# 尼古拉斯·德拉克魯茲
迭戈·尼古拉斯·德拉克魯茲·阿尔科萨（西班牙語：Diego Nicolás De La Cruz Arcosa，1997年6月1日—），是一名烏拉圭職業足球運動員。司職中場，現效力於巴西足球甲級聯賽球會法林明高，并代表烏拉圭国家队出战国际比赛。

## 榮譽
河床
- 阿根廷杯: 2017
- 阿根廷超級盃: 2018
- 南美自由盃: 2018
- 南美超級盃: 2019

## 外部連結
- Soccerway資料庫：尼古拉斯·德拉克魯茲